# Poropuntius fuxianhuensis
Poropuntius fuxianhuensis is een straalvinnige vissensoort uit de familie van karpers (Cyprinidae). De wetenschappelijke naam van de soort is voor het eerst geldig gepubliceerd in 1982 door Wang, Zhuang & Gao.